# مورز (کمون)
مورِز (به انگلیسی: Morez) یکی از کُمُون‌های شهرستان ژورا واقع در فرانش-کنته در شرق فرانسه است.

## نگارخانه

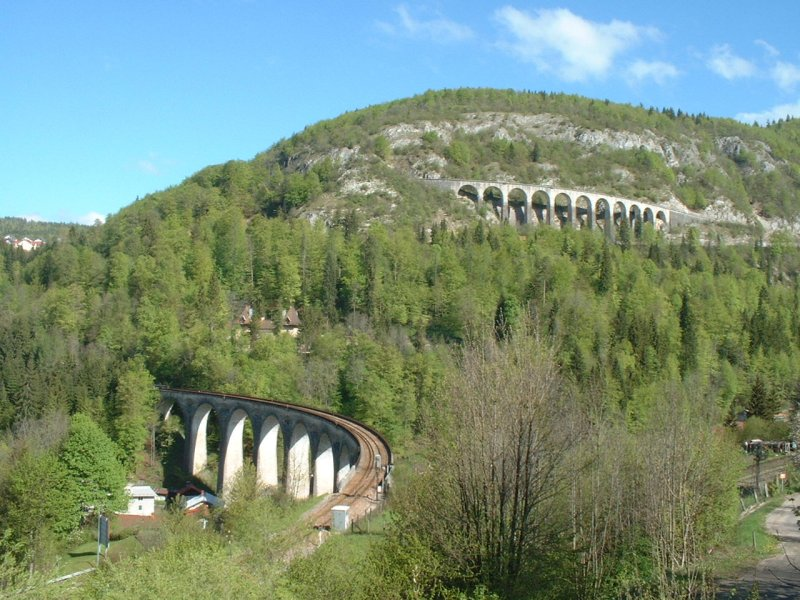
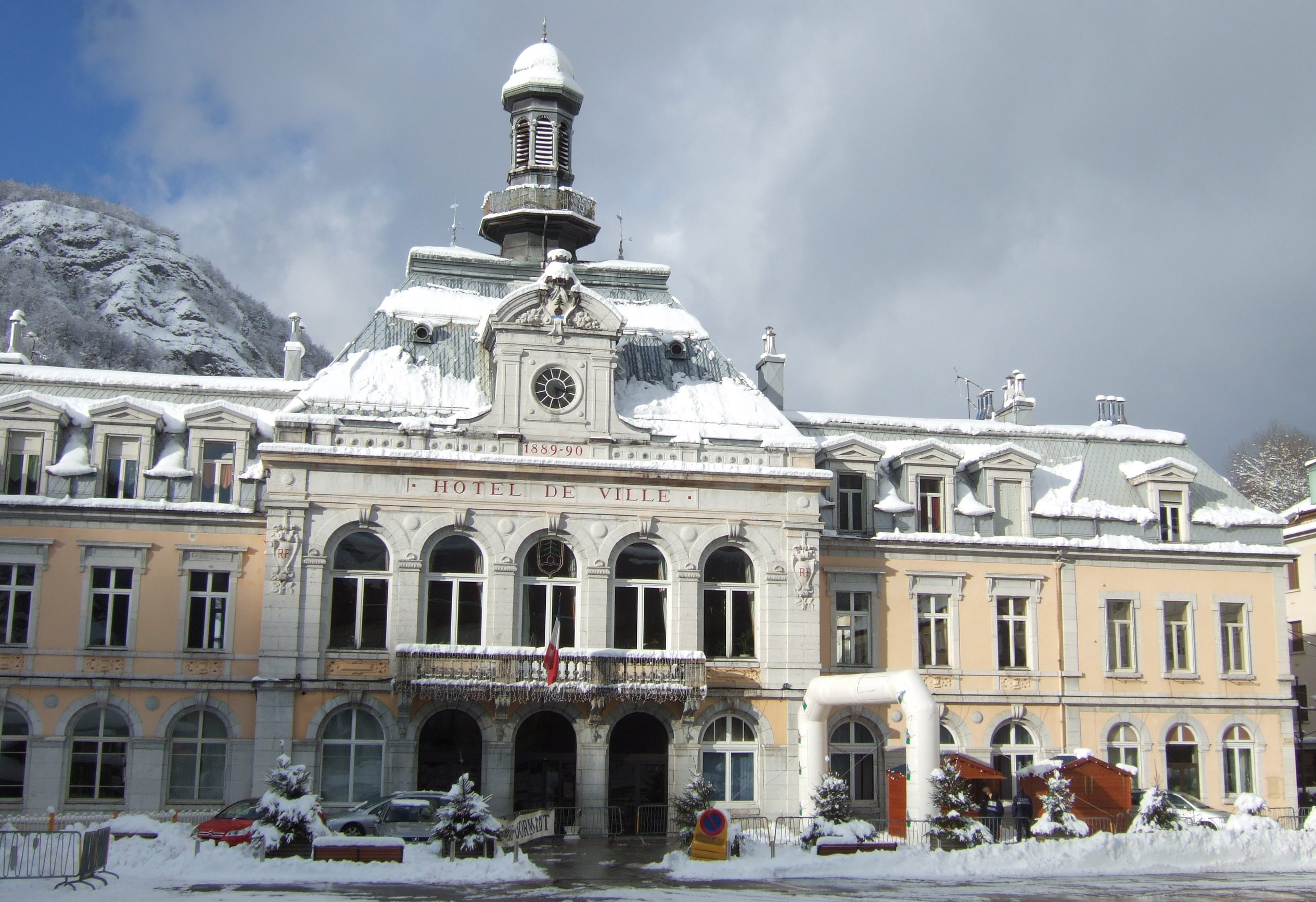
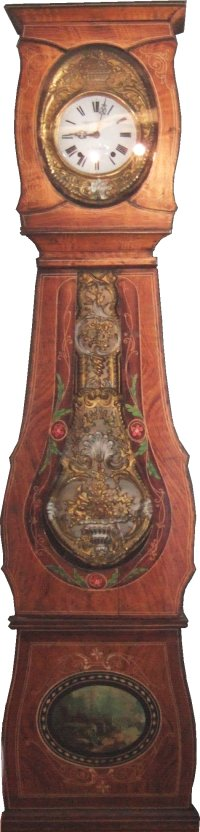
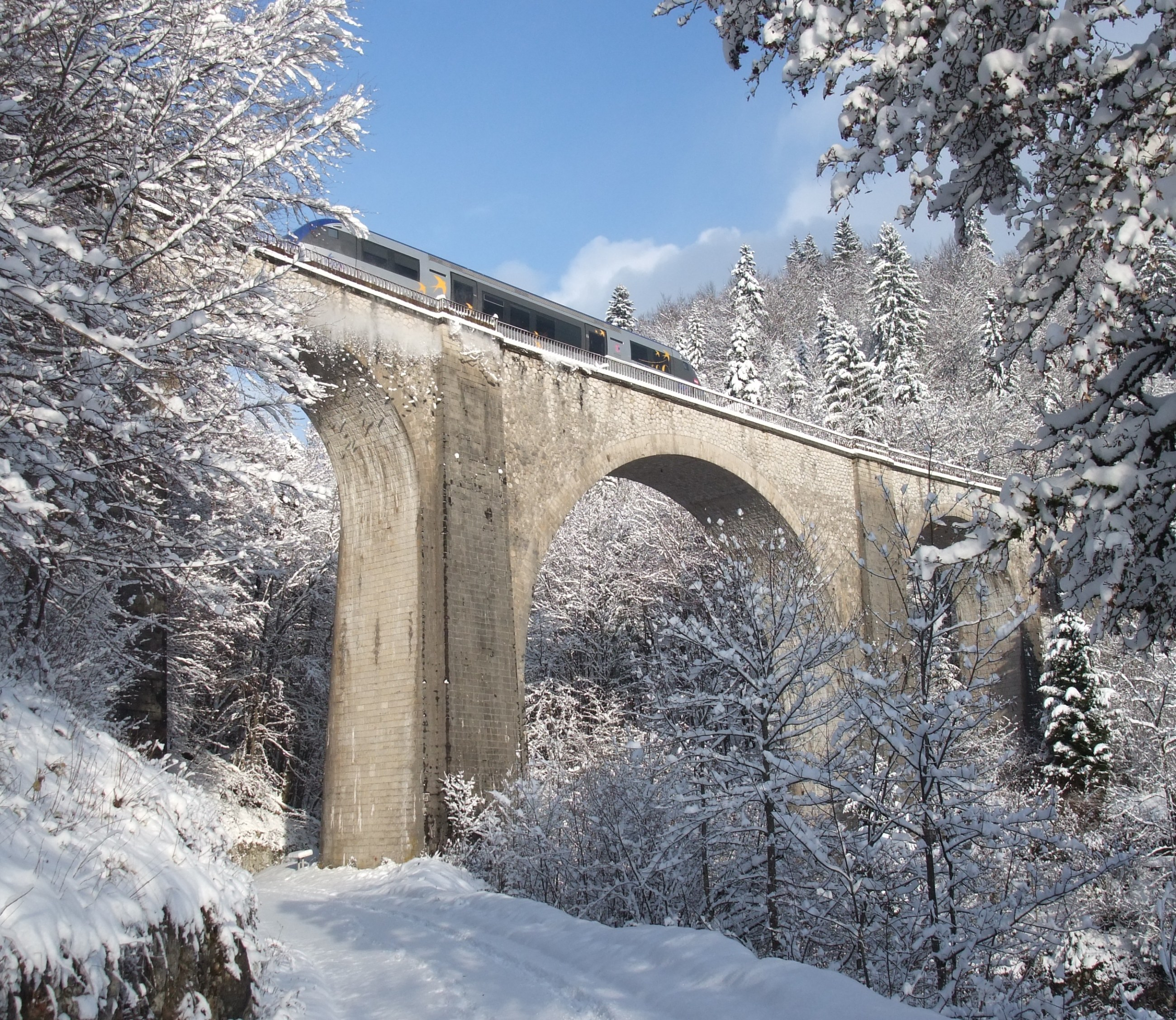